# Пежо тип 26
Пежо тип 26 (фр. Peugeot Type 26) је био мали аутомомобил произведен између 1899. и 1902. од стране француског произвођача аутомобила Пежо у њиховој фабрици у Оданкуру. У том периоду је произведено 419 јединица.
Аутомобил је покретао Пежоов четворотактни, двоцилиндрични мотор снаге 3-5 КС и запремине 1056 cm³. Мотор је постављен хоризонтално позади и преко ланчаног преноса давао погон на задње точкове. Максимална брзина возила је 16 км/ч.
Међуосовинско растојање је 1460 mm, а размак точкова 1100 mm напред и 1110 mm позади. Дужина возила је 2470 mm, ширина 1290 mm и висина 2100 mm. Каросерија је дупли фетон и Vis-à-vis где је обезбеђен простор за троје људи.

## Галерија
- Пежо тип 26 дупли фетон
- Пежо тип 26 Vis-a-vis